# Derby d'Italia (pallamano)
Il derby d'Italia di pallamano è la sfida tra due squadre storiche della pallamano italiana: la Pallamano Trieste, che conta 48 partecipazioni al massimo campionato italiano su 55 disputati nonché la più vincente in territorio nazionale, e il Brixen, con 47 partecipazioni su 55.

## Storia
Le due squadre in un certo senso hanno una storia simile. Entrambe vincitrici di scudetti, entrambe autoretrocesse per problemi finanziari.
Da ricordare, per la squadra altoatesina, gli scudetti conquistati nel 1991, dove dopo una finale composta da quattro partite vide la società brissinese vincere il primo tricolore e nel 1992 dove il Brixen sconfisse in tre gare Trieste confermandosi Campione d'Italia.
Per Trieste invece, i ricordi portano allo scudetto del 1985 dove sconfisse in due gare secche i rivali.
La rivalità continua, anche se non più per scudetti o coppe ma per la promozione in serie A. Nel 2007-2008 entrambe le squadre si autoretrocedono in Serie A2 (all'epoca terza lega): Trieste trova una risalita in A1 al primo anno in un testa a testa avvincente proprio contro Brixen, che si conclude all'ultima giornata con la vittoria giuliana sul campo brissinese per 25-22.
L'anno successivo Trieste riesce a qualificarsi per la Serie A Élite 2009-2010 ma per motivi finanziari resta in A1; Serie A1 raggiunta proprio dal Brixen che domina il campionato di A2.
Nel 2009-2010 il Brixen viene promosso in Élite sconfiggendo in finale Playoff Trieste: dopo il pareggio ottenuto a Trieste, il Brixen batte i rivali con il punteggio di 27-22 e torna in Élite dopo tre stagioni di purgatorio. Per Trieste l'anno successivo sarà l'anno della promozione.
A gennaio 2024 gli incontri ufficiali disputati tra le due squadre sono 148, con un bilancio di 91 vittorie per Trieste, 45 per Brixen e 12 pareggi.

## Risultati Importanti
Serie A 1984-1985
- FINALE SCUDETTO

| Squadra 1 | Squadra 2 | Gara 1  | Gara 2     | Totale |
| --------- | --------- | ------- | ---------- | ------ |
| Trieste   | Brixen    | Trieste | Bressanone | 2 - 0  |
| Trieste   | Brixen    | 27 - 19 | 26 - 21    | 2 - 0  |

Serie A1 1990-1991
- FINALE SCUDETTO

| Squadra 1 | Squadra 2 | Gara 1  | Gara 2     | Gara 3  | Gara 4     | Totale |
| --------- | --------- | ------- | ---------- | ------- | ---------- | ------ |
| Trieste   | Brixen    | Trieste | Bressanone | Trieste | Bressanone | 1 - 3  |
| Trieste   | Brixen    | 18 - 19 | 21 - 20    | 32 - 33 | 15 - 19    | 1 - 3  |

Serie A1 1991-1992
- FINALE SCUDETTO

| Squadra 1 | Squadra 2 | Gara 1  | Gara 2     | Gara 3  | Totale |
| --------- | --------- | ------- | ---------- | ------- | ------ |
| Trieste   | Brixen    | Trieste | Bressanone | Trieste | 0 - 3  |
| Trieste   | Brixen    | 19 - 20 | 23 - 28    | 21 - 23 | 0 - 3  |

Handball Trophy 2004-2005
| Squadra 1 | Squadra 2 | Fase a gironi             |
| --------- | --------- | ------------------------- |
| Trieste   | Brixen    | Verrès, 24 settembre 2004 |
| Trieste   | Brixen    | 19- 15                    |

Serie A Élite 2005-2006
- QUARTI DI FINALE PLAYOFF SCUDETTO

| Squadra 1 | Squadra 2 | Gara 1     | Gara 2  | Gara 3     | Totale |
| --------- | --------- | ---------- | ------- | ---------- | ------ |
| Brixen    | Trieste   | Bressanone | Trieste | Bressanone | 2 - 1  |
| Brixen    | Trieste   | 27- 26     | 30- 32  | 36- 34     | 2 - 1  |

Serie A2 2007-2008
- REGULAR SEASON

| Squadra 1 | Squadra 2 | 22ª giornata |
| --------- | --------- | ------------ |
| Brixen    | Trieste   | Bressanone   |
| Brixen    | Trieste   | 22 - 25      |

Serie A1 2009-2010
- FINALE PLAYOFF PROMOZIONE

| Squadra 1 | Squadra 2 | Gara 1  | Gara 2     | Totale  |
| --------- | --------- | ------- | ---------- | ------- |
| Trieste   | Brixen    | Trieste | Bressanone | 43 - 48 |
| Trieste   | Brixen    | 21 - 21 | 22 - 27    | 43 - 48 |

## Risultati recenti
| Squadra 1 | Squadra 2 | Risultato                    |
| --------- | --------- | ---------------------------- |
| Brixen    | Trieste   | Bressanone, 26 febbraio 2022 |
| Brixen    | Trieste   | 28 - 18                      |
| Trieste   | Brixen    | Trieste, 16 ottobre 2021     |
| Trieste   | Brixen    | 35 - 26                      |
| Brixen    | Trieste   | Bressanone, 29 maggio 2021   |
| Brixen    | Trieste   | 37 - 30                      |
| Trieste   | Brixen    | Trieste, 16 gennaio 2021     |
| Trieste   | Brixen    | 22 - 24                      |
| Brixen    | Trieste   | Bressanone, 23 novembre 2019 |
| Brixen    | Trieste   | 31 - 23                      |
| Trieste   | Brixen    | Trieste, 9 marzo 2019        |
| Trieste   | Brixen    | 33 - 27                      |

## Ultima partita
L'ultima partita giocata risale al 24 gennaio 2023, con il Brixen che registra la più ampia vittoria di sempre nella storia del Derby. La gara era valevole per la tredicesima giornata di andata del campionato.
Serie A Gold 2023-2024
- REGULAR SEASON

| Arbitri: | Roberto Zancanella (Lavis) Matteo Corioni (Brescia) |

|                                                                                           |           |                                                                                       |
| Arcieri 8 De Oliveira 8 Sontacchi 7 Cañete 6 Korbel 5 Iballi A. 2 Iballi E. 2 Mülhögger 2 | Marcatori | Andonovski 4 Košec 4 Radojkovič 3 Ceccardi 2 Dapiran 2 Mazzarol 1 Pranjić 1 Sandrin 1 |